# درة دوان (الريف الشرقي)
درة دوان (بالفارسية: دره دون) هي منطقة سكنية تقع في إيران في قسم الريف الشرقي الريفي. يقدر عدد سكانها بـ 117 نسمة بحسب إحصاء 2016.